# Philip Effiong
Philip Efiong (también deletreado como Effiong, 18 de noviembre de 1925 – 6 de noviembre de 2003) fue el primer Vicepresidente y el segundo Presidente de la extinta República de Biafra durante la Guerra Civil nigeriana de 1967 a 1970.

## Primeros años
Nació en Ibiono Ibom lo que es el actual Estado de Akwa Ibom, Nigeria, el 18 de noviembre de 1925, Philip Effiong se unió a las Fuerzas Armadas de Nigeria el 28 de julio de 1945. Rápidamente subió rangos hasta que el 11 de enero de 1956 recibió el grado de oficial, tras su formación de cadete oficial en Eaton Hall en Chester. Inglaterra más tarde le encargó para servir en el Rin, Alemania Occidental. Después fue transferido al Cuerpo de Artillería del Ejército de Nigeria; luego viajó a Inglaterra para continuar su formación militar, después de un periodo de paz en la República del Congo en 1961. Fue el primer Director de Artillería de su país. Su hijo es su homónimo .

## Biafra

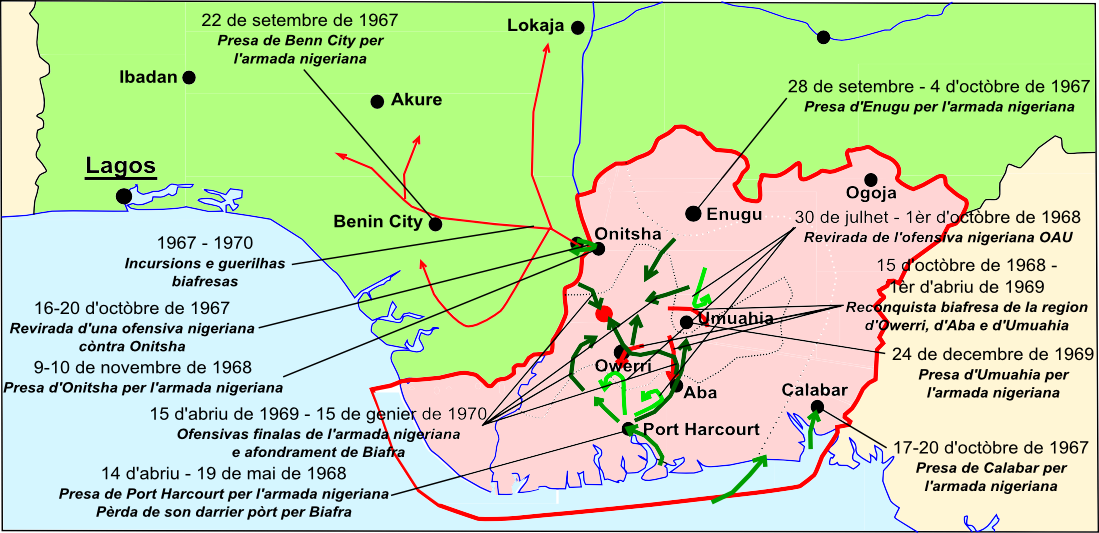
Guerra de Biafra, de la cual Effiong estuvo fuertemente involucrado

Efiong se convirtió en Jefe del Estado Mayor de Biafra bajo el jefe de Estado, Odumegwu Ojukwu durante la guerra entre Nigeria y Biafra.
Las tácticas del ejército nigeriano durante la guerra incluyeron el bloqueo económico y la destrucción deliberada de terrenos agrícolas.  Incluso antes de la guerra, el área era una inmportadora neta de alimentos, dependiendo de los ingresos de sus campos petroleros para alimentar a su población.
Con el bloqueo cortaron los ingresos del petróleo y la destrucción agrícola redujo la producción alimentaria, lo que ocasionó el desplazamiento en masa y una hambruna en la población. Se cree que entre 2 y 3 millones de personas fallecieron en el conflicto, en su mayoría por inanición y enfermedades.
Cuándo la resistencia militar de Biafra colapsó, Ojukwu huyó a Costa de Marfil.

## Effiong como Jefe del estado de Biafra
Efiong asumió el cargo en medio del caos, la hambruna y el colapso.  Fue jefe de Estado de Biafra del 8 de enero de 1970, hasta anunciar la rendición el 12 de enero, gobernando solamente 4 días.

## Discurso de Effiong a Gowon
El 15 de enero de 1970 en el Cuartel Dodan en Lagos, en la presencia de General Gowon, Effiong anunció el fin de la Guerra de Biafra.
"Yo, Mayor General Phillip Efiong, Administrador oficial del Gobierno de la República de Biafra, ahora desear hacer la siguiente declaración: Afirmamos que somos ciudadanos nigerianos leales y aceptarmos la autoridad del Gobierno Militar Federal de Nigeria.
Aceptamos la existencia de la estructura administrativa y política de la Federación niegeriana.
Que cualquier acuerdo constitucional futuro será elaborado por representantes del pueblo de Nigeria.
Que la República de Biafra de ahora en adelante dejará de existir."
En el momento de la rendición, Effiong creyó que la situación era desesperada y que la prolongación del conflicto habría dirigido sólo a la mayor destrucción e inanición de los habitantes de Biafra. En ese momento Effiong dijo, " estoy convencido ahora que este cese tiene que ser puesto a la carnicería qué esta ocurriendo a raíz de la guerra. Estoy también convencido que el sufrimiento de nuestras gente tiene que ser llevado a un fin inmediato."
Nnaemeka L. Aneke escribió, "La rendición de Biafra a manos del general Efiong, es una de las manobras más tácticas y leales jamás vistas en el escenario nigeriano.  Quienes no aprecian la profundidad de esto no pudieron haber apreciado qué estaba en juego en la capitulación de Biafra." Muchos observadores habían esperado muchas más venganzas al final de la guerra.

## Últimos años
En una entrevista en 1996, Effiong reflejó en aquellos acontecimientos:
No me arrepiento en absoluto por mis acciones en Biafra o el rol que me tocó realiza. La guerra me privó de mi propiedad, mi dignidad, mi nombre. Sin embargo,  salvé tantas almas en ambos lados y por esto, refiriendóme a Biafra y a Nigeria.  . . .
Sentía que jugué una función qué ha mantenido este país unido hasta el día de hoy. . . .
Al final de él todo cuando los vi (soldados de Biafra) ya no podrían continuar y Ojukwu había huido, hice lo que era ideal después de una amplia consulta. . .
Murió el 6 de noviembre de 2003, a la edad de 78 años, menos de dos semanas antes de su cumpleaños 79.º.